# Rialto (Califórnia)
Rialto é uma cidade localizada no estado americano da Califórnia, no condado de San Bernardino. Foi incorporada em 17 de novembro de 1911.

## Geografia
De acordo com o United States Census Bureau, a cidade tem uma área de 57,94 km², onde 57,89 km² estão cobertos por terra e 0,05 km² por água.

### Localidades na vizinhança
O diagrama seguinte representa as localidades num raio de 16 km ao redor de Rialto.

## Demografia
Segundo o censo nacional de 2010, a sua população é de 99 171 habitantes e sua densidade populacional é de 1 713,21 hab/km². Possui 27 203 residências, que resulta em uma densidade de 469,94 residências/km².